# 雷波毛蕨
雷波毛蕨（学名：Cyclosorus leipoensis），为金星蕨科毛蕨属下的一个植物种。